# Ivan Vladislav
Pour les articles homonymes, voir Ivan.
Ivan Vladislav a régné comme tsar de l’empire de Bulgarie d’août ou septembre 1015 à février 1018. L’année de sa naissance est inconnue, mais se situe au moins une décennie avant 987.

## Biographie
Ivan Vladislav était fils d'Aaron Ier, frère et co-tsar en 976 de l'empereur Samuel Ier de Bulgarie. En 987, Samuel fait exécuter Aaron et sa famille pour trahison le 14 juin 987. Du massacre survécut seulement Ivan Vladislav, sauvé par l'intervention de son cousin Gabriel Radomir, fils de Samuel.
Le sort d'Ivan Vladislav pendant les décennies suivantes est inconnu, mais en 1015 il est incité par des agents byzantins à assassiner son cousin Gabriel Radomir pour devenir empereur de Bulgarie.
Ivan Vladislav prend des mesures pour assurer ses positions contre les rivaux potentiels. Bien qu'il ait entamé des négociations avec l’empereur byzantin Basile II, il reprend rapidement la politique de résistance à Byzance de ses prédécesseurs. Il reconstitue en 1015 les fortifications de Bitola, situées sur les terres encore non conquises par les Byzantins. Les Byzantins prennent Ohrid, mais renoncent devant Pernik, Basile II ayant été averti qu’Ivan Vladislav cherchait à s’allier avec les Petchenègues pour venir à son aide, continuant la pratique générale de ses prédécesseurs. Cette alliance ne se réalisa pas et en 1016, les armées byzantines pénétrèrent encore profondément en Bulgarie.
L’hiver 1018, Ivan Vladislav rassembla ses forces et mit le siège devant Durazzo. Il fut tué au cours d’une bataille livrée devant la ville. Après sa mort, une grande partie de la noblesse et de la cour bulgares, y compris sa veuve Marija, se soumirent à Basile II en échange de garanties pour la conservation de leurs vies, statut et propriété.
Une faction des nobles et de l'armée se rassembla autour de Presijan II, le fils le plus âgé d’Ivan Vladislav, et continua à résister jusqu’à leur soumission, quelques mois plus tard.

## Famille et descendance
Ivan Vladislav avait épousé la reine Marie peut être fille de Boris II de Bulgarie, morte après 1031 dont d'après Jean Skylitzès il eut six fils et six filles dont :
- Presijan II ou Prousianos mort après 1029 ;
- Froushin, moine ;
- Alusijan ou Alousianos, patrice en 1019, stratège et gouverneur du thème de Theodosioupolis, prétendant au trône de Bulgarie en 1041, décédé après 1068, marié avec une arménienne, dont :
  - Basile Alousianos,
  - Samuil Alousianos, marié avec une Dalassène,
  - Anne Alousiane, décédée avant 1065 ou en 1065, mariée avec Romain IV Diogène ;
- Aaron, duc de Vaspourakan et duc de Macédoine, mort après 1059, dont :
  - Théodore Aaron, tué en 1055,
  - Radomir Aaron ;
- Trayan, Troijan ou Troianos, prince dans la cour de Byzance en 1015, patrice, marié avec une Konstostephane, dont :
  - Marie, décédée après 1089, femme d'Andronic Doukas, mort en 1077, puis nonne ;
- Rodomir ;
- Klimèn ;
- Aikatharina, décédée dans le cloître Myrelaion après 1063, épouse l’empereur Isaac Ier Comnène, devenue nonne en 1061 sous le nom Hélène ;
- une fille, femme de Romain Kourkouas ;
- trois filles de plus.